# Stanley Ellin
Stanley Bernard Ellin (Brooklyn, Nueva York, 6 de octubre de 1916 - íd. 31 de julio de 1987) fue un escritor de narrativa policiaca estadounidense. 

## Biografía
Desde niño fue un entusiasta lector de Mark Twain, Rudyard Kipling, Edgar Allan Poe y William Faulkner. Sin embargo ha admitido no gustarle las novelas de Arthur Conan Doyle protagonizadas por Sherlock Holmes.  Se educó en el Brooklyn College y recibió el B.A. en 1936. Se casó con Jeanne Michael en 1937 y tuvo una hija: Susan.
Ellin trabajó en la industria metalúrgica, en una granja y como profesor antes de servir en el Ejército de los Estados Unidos entre 1944 y 1945 durante la II Guerra Mundial. Después, ante la insistencia de su mujer, se dedicó en exclusiva a la literatura.
Murió de un ataque al corazón en Brooklyn, New York, el 31 de julio de 1986.

## Carrera literaria
Tras sufrir varios rechazos de publicaciones como The New Yorker, Esquire y Harper's Magazine, en mayo de 1948, la primera de sus historias cortas, The Specialty of the House, basada en un suceso real ocurrido al escritor, apareció en la Ellery Queen's Mystery Magazine.
En años sucesivos conquistó fama como escritor de misterio y ganó dos veces el Edgar Allan Poe Award (Premio Edgar) por sus cuentos The House Party en 1954 y The Blessington Method en 1956, y el de novela por The Eighth Circle en 1959. Muchos episodios del serial televisivo Alfred Hitchcock Presenta se han inspirado en sus historias cortas y sus novelas Dreadful Summit, House of Cards y The Bind han sido adaptadas al cine.
Ellin fue largo tiempo miembro y presidente de la Mystery Writers of America. En 1981 fue distinguido con el mayor honor de la misma, el Premio Grand Master.
En su narrativa corta, que Julian Symons califica de magistral, domina una profunda comprensión de los personajes y un estilo pulimentado al máximo. Casi todos sus relatos policiacos son antológicos y han aparecido entre las mejores muestras del género, como ocurre con el celebérrimo La especialidad de la casa.  Todos ellos se publicaron en la Ellery Queen Mystery Magazine. Su volumen de relatos "La especialidad de la casa" fue incluido por Jorge Luis Borges y Adolfo Bioy Casares en la prestigiosa colección de literatura policial "El séptimo círculo".
Entre la decena larga de novelas policiacas que escribió destacan The Eighth Circle, Premio Edgar en 1959 y Mirror Mirror on the Wall, que en Francia le granjeó el Gran premio de la literatura policíaca en 1974.

## Obra

### Novelas
- Dreadful Summit, 1948, simon & Schuster. También publicada como The Big Night.
  - Edición en castellano: La gran noche, 1984, Fórum
- The Key To Nicholas Street, 1952, Simon & Schuster.
  - Edición en castellano: El crimen de la calle Nicholas, 1983, Bruguera.
- The Eighth Circle, 1958, Random House.
  - Edición en castellano: El octavo círculo, 1983, Fórum.
- The Winter After This Summer, 1960, Random House.
- The Panama Portrait, 1962, Random House.
- House of Cards, 1967, Random House.
  - Edición en castellano: Castillo de naipes, 1968, Bruguera.
- The Valentine Estate, 1968, Random House.
  - Edición en castellano: La herencia Valentine, 1985, Destino.
- The Bind, 1970, Random House. También publicada como The Man from Nowhere.
- Mirror, Mirror on the Wall, 1972, Random House.
- Stronghold, 1975, Random House.
- The Luxembourg Run, 1977, Random House.
- Star Light, Star Bright, 1979, Random House.
- The Dark Fantastic, 1983, Random House.
- Very Old Money, 1985, Random House.

### Colecciones de relatos cortos
- Mystery Stories, 1956, Simon Schuster. También publicada como Quiet Horror.
- The Blessington Method and Other Strange Tales, 1964, Random House.
  - Edición en castellano: El método Blessington, 1996, Molino.
- Kindly Dig Your Grave and Other Wicked Stories, 1975, Davis Publications.
- The Specialty of the House, and Other Stories: The Complete Mystery Tales, 1948-1978, 1979, Mysterious Press.
  - Edición en castellano: La especialidad de la casa, 1975, Emecé.

### Relatos cortos selectos
- The Speciality of the House, 1948.
- The House Party, mayo de 1954.
- The Blessington Method, junio de 1956.
- The Day of the Bullet, octubre de 1959.
- The Crime of Ezechiele Coen, noviembre de 1963.
- The Last Bottle in the World, febrero de 1968.
- Graffiti, marzo de 1983.

### Adaptaciones cinematográficas
- 1951 - The Big Night, Estados Unidos, dirigida por Joseph Losey, (novela "Dreadful Summit")
- 1959 - À double tour, Francia, dirigida por Claude Chabrol, (novela "The Key to Nicholas Street")
- 1964 - Nothing But the Best, Reino Unido, dirigida por Clive Donner, (historia corta)
- 1968 - House of Cards, Estados Unidos, dirigida por John Guillermin, (novela)
- 1979 - Sunburn, Estados Unidos, dirigida por Richard C. Sarafian, (novela "The Blind")
- 1997 - A Prayer in the Dark, Estados Unidos, dirigida por Jerry Ciccoritti, (novela "Stronghold")